# Бойня в аэропорту Лод
Террористическая атака в аэропорту Лод (Израиль, в настоящее время Международный аэропорт имени Бен-Гуриона) была совершена 30 мая 1972 года тремя членами леворадикальной организации «Красная армия Японии» по указанию руководства Народного фронта освобождения Палестины. В результате теракта погибли 28 человек (в том числе двое террористов) и ещё 78 получили ранения.

## Предыстория

### Арабский терроризм после Шестидневной войны
В 1967 году в ходе Шестидневной войны Израиль нанёс поражение регулярным армиям Египта, Иордании и Сирии. Иордания потеряла Западный берег реки Иордан, Египет — Синайский полуостров, который до этого был оккупирован Израилем в ходе Суэцкого кризиса и в 1957 году возвращён под контроль миротворческих сил ООН, выведенных с территории полуострова накануне Шестидневной войны по требованию главы Египта Гамаля Абделя Насера.
После этих событий усилили свою деятельность иррегулярные военизированные формирования, объединившиеся под названием Организации освобождения Палестины. Началась волна международных террористических атак, в частности, захватов самолётов с последующим выдвижением требований политического характера (как правило, выдвигались требования об освобождении арабских заключённых из израильских тюрем). Первым угнанным самолётом стал авиалайнер компании «Эль-Аль», совершавший рейс Лондон—Рим—Тель-Авив 23 июля 1968 года. Захват осуществили боевики Народного фронта освобождения Палестины (НФОП). После первого захвата и последовавших переговоров израильское правительство согласилось освободить 16 палестинских заключённых в обмен на заложников, что, вероятно, убедило террористов в эффективности новой тактики. Всего с этого момента по 1976 год боевиками палестинских организаций было совершено 16 попыток угона самолётов, как удачных, так и нет. За это же время было совершено схожее количество нападений на представительства авиакомпании «Эль-Аль». За границей эти атаки удавалось совершать относительно легко, так как международные аэропорты в то время практически не охранялись. В ответ были усилены меры безопасности на самолётах израильской авиакомпании и во всех аэропортах, откуда совершались рейсы в Израиль. Израильским правительством также было принято решение не вести переговоров с террористами и началась подготовка подразделений спецназа, задачей которых было освобождение заложников.
Международный терроризм и, в частности, посадка угнанных самолётов на территории Иордании были одним из факторов, заставивших короля Хусейна принять жёсткие меры против Организации освобождения Палестины. В 1970 году после кровопролитных боёв руководство и боевики ООП были выдворены из Иордании. Эти события вошли в историю как «Чёрный сентябрь», и одна из боевых группировок ООП взяла себе соответствующее имя.
8 мая 1972 года террористам организации «Чёрный сентябрь» удалось захватить самолёт бельгийской авиакомпании «Сабена». Угонщики приказали экипажу посадить самолёт в аэропорту Лод, главном международном аэропорту Израиля. После посадки они выдвинули требования об освобождении заключённых из израильских тюрем, угрожая взорвать самолёт со всеми пассажирами. Спецназ Генерального штаба Армии обороны Израиля сумел взять штурмом самолёт, в результате двое мужчин-террористов были убиты, две их сообщницы нейтрализованы, погиб один пассажир. В дальнейшем НФОП заявил, что акция Красной армии Японии в аэропорту Лод являлась местью за смерть двух боевиков, убитых израильтянами в ходе этого инцидента.

### Красная армия Японии
Красная армия Японии была создана в 1969 году леворадикальными японскими студентами. Целью организации было свержение японского правительства и приближение мировой революции. В состав Красной армии Японии входило около 400 человек[когда?]. В 1970 году члены Красной армии, как и их палестинские единомышленники, занялись захватом самолётов: пассажирский лайнер, совершавший рейс из Токио в Фукуоку, был угнан в КНДР. Другие члены группировки совершали налёты на банки. Ещё одна группа во главе с Фусако Сигэнобу предложила свои услуги палестинским боевым организациям.
Тем временем в оставшейся в Японии части организации была устроена «чистка рядов», несколько её членов были убиты своими товарищами. Историк Уильям Фаррелл, изучавший Красную армию Японии, полагает, что теракт в аэропорту Лод был попыткой спасти лицо организации, которое та потеряла, убивая собственных членов.

## Организация теракта
Один из лидеров НФОП, Вадей Хаддад, лично составил план операции с участием иностранцев, менее подозрительных для израильских служб безопасности, чем террористы арабского происхождения. С этой же целью НФОП завязывала контакты с западными террористическими группировками, такими как ИРА, ЭТА, Красные бригады и, вероятно, Фронт освобождения Квебека.
В апреле и мае 1970 года три члена Красной армии Японии, Кодзо Окамото, Цуёси Окудайра и Ясуюки Ясуда, проходили военную подготовку в окрестностях Бейрута под инструктажем НФОП. По словам Окамото, Окудайра сообщил ему о запланированной атаке менее чем за неделю до окончания тренировок. 23 мая японцы вылетели из Бейрута в Париж, а затем во Франкфурт, где они получили поддельные паспорта. Вымышленные данные имели символическое значение:
| Настоящее имя  | Вымышленное имя | Вымышленный день рождения | Связанное событие                                  |
| -------------- | --------------- | ------------------------- | -------------------------------------------------- |
| Кодзо Окамото  | Дайсукэ Намба   | 7 декабря                 | Атака на Пёрл-Харбор                               |
| Цуёси Окудайра | Дзиро Сугисаки  | 26 февраля                | «Инцидент 26 февраля» — неудавшийся путч 1936 года |
| Ясуюки Ясуда   | Кэн Торио       | 31 марта                  | Угон японского авиалайнера в КНДР                  |

Поездом группа добралась до Рима, где они провели несколько дней как туристы, посещая достопримечательности и фотографируясь. По словам Окамото, утром 30 мая он вошёл в свой номер отеля и обнаружил в своём чемодане чехословацкий автомат vz. 58, 90 патронов и две гранаты. Оружие было предоставлено Фусако Сигэнобу. Днём в аэропорту Фьюмичино террористы сели на рейс авиакомпании Air France, следовавший из Нью-Йорка в Тель-Авив.

## Бойня в аэропорту

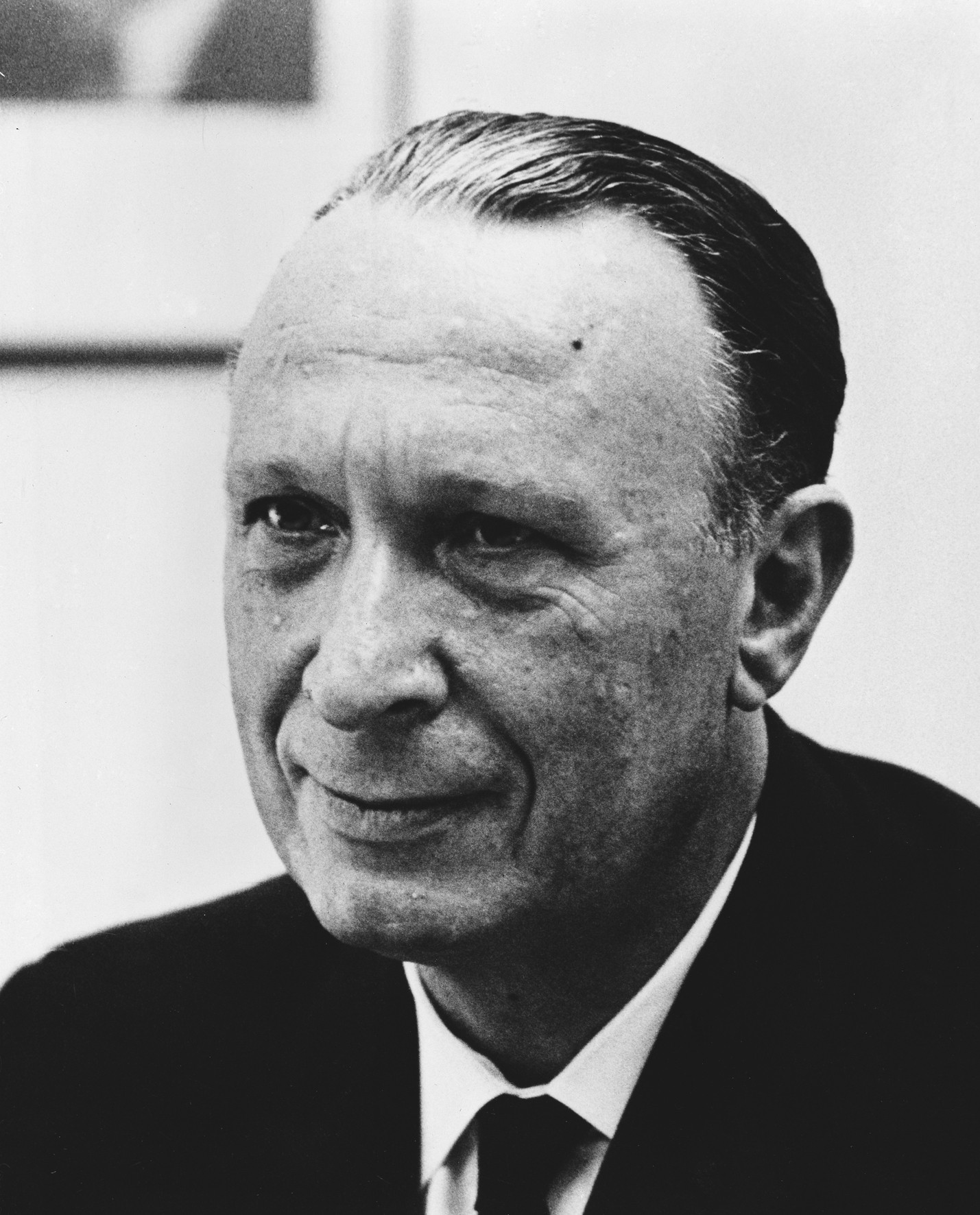
Убитый в теракте Аарон Кацир

Вечером 30 мая 1972 года около 22:30 трое японцев в деловых костюмах успешно миновали паспортный контроль в аэропорту Лод. Через несколько минут они получили свой багаж, достали из чемоданов автоматы и гранаты и открыли огонь длинными очередями по людям в пассажирском терминале. За несколько минут им удалось застрелить 26 человек, 11 из которых были паломниками-христианами из Пуэрто-Рико, и ранить ещё 78. Среди погибших был также бывший президент Академии наук Израиля Аарон Кацир, брат будущего президента Израиля Эфраима Кацира.
Окудайра был застрелен по ошибке одним из своих сообщников (по данным BBC, охранниками аэропорта). Ясуда погиб, когда у него в руке взорвалась граната, после того, как, выбежав на лётное поле, он расстрелял пассажиров, спускающихся с самолёта. Возможно, это был акт самоубийства. Увидев, что его товарищи мертвы, Окамото вышел из пассажирского терминала и открыл огонь по группе пассажиров, только что сошедших с прибывшего из Парижа самолёта. Когда боеприпасы иссякли, он попытался скрыться, но его задержал сотрудник аэропорта.

## Последствия
После теракта израильское правительство обратилось ко всем странам мира с призывом ужесточить меры безопасности в аэропортах. Этот и другие теракты заставили Федеральное управление гражданской авиации США потребовать от частных авиакомпаний досмотра всех пассажиров и багажа с целью обнаружения оружия или взрывчатых веществ с помощью рентгеновских аппаратов и металлоискателей.
Кодзо Окамото, единственный выживший среди террористов, дал полные и исчерпывающие показания израильской полиции в надежде, что ему дадут после этого покончить с собой. Он был приговорён израильским судом к пожизненному заключению. Впоследствии, проведя в тюрьме 13 лет, Окамото был освобождён в рамках «сделки Джибриля» вместе с ещё более чем тысячей заключённых в обмен на трёх израильских солдат.
Боевики Красной армии Японии продолжали захваты гражданских самолётов, последний из которых состоялся в 1977 году. В 80-е и 90-е годы многие её члены были арестованы, включая Фусако Сигэнобу, арестованную в Осаке в 2000 году. В том же году, когда правительство Ливана депортировало из страны других членов Красной армии, оно согласилось предоставить перешедшему в ислам Окамото политическое убежище.
В Пуэрто-Рико с 2007 года 30 мая отмечается день памяти погибших в результате теракта.
В феврале 2010 года окружной суд Пуэрто-Рико признал КНДР виновной в содействии террористам и обязал выплатить родственникам жертв 378 млн долларов. Интересы истцов представляла израильская правозащитная организация «Шурат ха-Дин».